# Nationaal Museum van Damascus
Het Nationaal Museum van Damascus (Arabisch: المتحف الوطني بدمشق) is het belangrijkste museum van Syrië en bevindt zich in de hoofdstad Damascus.
Met het aanleggen van de collectie werd in 1919 een begin gemaakt. Het gebouw stamt uit 1936 en werd uitgebreid in 1956 en 1975. In het gebouw worden archeologische vondsten uit de prehistorie, de klassieke oudheid en de islamitische middeleeuwen. Tot de belangrijkste kunstwerken in het museum behoren de wandschilderingen uit de synagoge van Dura Europos en de reconstructie van het hypogeum van Yarhai in Palmyra.
Het museum ligt in een boomrijke tuin in een nieuwe wijk ten westen van de oude stad en wordt omgeven door gebouwen van de Universiteit van Damascus. Ten zuiden van het museum ligt de Tekkiyemoskee. In de tuin staan kunstwerken uit verschillende periodes van de Syrische geschiedenis, bijvoorbeeld standbeelden, mozaïeken en een miniatuur-noria zoals die nu nog in Hama te zien zijn. Het belangrijkste onderdeel van de buitencollectie is de oorspronkelijke monumentale toegangspoort van het jachtkasteel Qasr al-Chair al-Garbi dat in de 8ste eeuw door de Omajjadische kalief Hisham in de Syrische woestijn werd gebouwd.
Na de machtswissel in december 2024 hielpen vrijwilligers om het museum te beschermen tegen plunderaars.